# Robert Caillou
Pour les articles homonymes, voir Caillou.

a Compétitions nationales et continentales officielles uniquement.

b Matchs officiels uniquement.
Robert Caillou, né le 29 avril 1918 à Bayonne et mort le 24 novembre 1994 à Cambo-les-Bains, est un joueur et entraîneur de rugby à XIII international français, évoluant au poste de centre ou de demi.
Né à Bayonne, il connaît les grandes heures de gloire du rugby à XIII d'avant et d'après-guerre. Il évolue sous les couleurs de la Côte basque et Bayonne mais c'est en équipe de France qu'il connaît ses grands succès dont la tournée de l'équipe de France de rugby à XIII en 1951 dont il est le capitaine. Il pratique le rugby à XV durant la guerre en raison de l'interdiction de pratiquer le rugby à XIII.
Il devient par la suite conseiller municipal de la ville de Bayonne et tenait un bar rue Bourgneuf. Il a été également président de la Société Nautique de Bayonne de 1978 à 1991.

## Biographie
François Léon Robert Caillou naît le 29 avril 1918 à Bayonne (Pyrénées-Atlantiques). Son père, Pierre Caillou (né à Bayonne en 1890), est ébéniste, et sa mère, Marie Nogaro (née à Saint-Martin-de-Hinx en 1893 et décédée à Urcuit en 1987), ménagère. R. Caillou épouse Odette Sarthou (née à Bayonne en 1919), avec qui il a une fille : Marie-Thérèse (1942-2020).

## Palmarès
- Collectif :
  - Vainqueur de la Coupe d'Europe des nations : 1949 (France).

### Coupe d'Europe des nations
| Édition | Rang | Résultats France | Résultats Caillou | Matchs Caillou |
| ------- | ---- | ---------------- | ----------------- | -------------- |
| 1946    | 2e   | 1 v 0 n 1 d      | 1 v 0 n 1 d       | 2/2            |
| 1947    | 3e   | 1 v 0 n 3 d      | 1 v 0 n 2 d       | 3/4            |
| 1948    | 2e   | 2 v 0 n 2 d      | 1 v 0 n 1 d       | 2/4            |
| 1949    | 1er  | 3 v 0 n 1 d      | 1 v 0 n 0 d       | 1/4            |

### Détails en sélection
| Matchs internationaux de Robert Caillou | Matchs internationaux de Robert Caillou | Matchs internationaux de Robert Caillou | Matchs internationaux de Robert Caillou | Matchs internationaux de Robert Caillou | Matchs internationaux de Robert Caillou | Matchs internationaux de Robert Caillou | Matchs internationaux de Robert Caillou | Matchs internationaux de Robert Caillou | Matchs internationaux de Robert Caillou | Matchs internationaux de Robert Caillou | Matchs internationaux de Robert Caillou |
|                                         | Date                                    | Adversaire                              | Résultat                                | Compétition                             | Poste                                   | Points                                  | Essais                                  | Pen.                                    | Drops                                   |                                         |                                         |
| --------------------------------------- | --------------------------------------- | --------------------------------------- | --------------------------------------- | --------------------------------------- | --------------------------------------- | --------------------------------------- | --------------------------------------- | --------------------------------------- | --------------------------------------- | --------------------------------------- | --------------------------------------- |
| sous les couleurs de la France          |                                         |                                         |                                         |                                         |                                         |                                         |                                         |                                         |                                         |                                         |                                         |
| 1.                                      | 23 février 1946                         | Angleterre                              | 6-16                                    | Coupe d'Europe                          | Centre                                  | -                                       | -                                       | -                                       | -                                       |                                         |                                         |
| 2.                                      | 24 mars 1946                            | Angleterre                              | 19-7                                    | Coupe d'Europe                          | Demi d'ouverture                        | -                                       | -                                       | -                                       | -                                       |                                         |                                         |
| 3.                                      | 8 décembre 1946                         | Angleterre                              | 0-3                                     | Coupe d'Europe                          | Demi d'ouverture                        | -                                       | -                                       | -                                       | -                                       |                                         |                                         |
| 4.                                      | 18 janvier 1947                         | Pays de Galles                          | 14-5                                    | Coupe d'Europe                          | Demi d'ouverture                        | -                                       | -                                       | -                                       | -                                       |                                         |                                         |
| 5.                                      | 12 avril 1947                           | Pays de Galles                          | 15-17                                   | Coupe d'Europe                          | Demi d'ouverture                        | -                                       | -                                       | -                                       | -                                       |                                         |                                         |
| 6.                                      | 25 octobre 1947                         | Angleterre                              | 15-20                                   | Coupe d'Europe                          | Centre                                  | -                                       | -                                       | -                                       | -                                       |                                         |                                         |
| 7.                                      | 23 novembre 1947                        | Pays de Galles                          | 29-21                                   | Coupe d'Europe                          | Demi d'ouverture                        | -                                       | -                                       | -                                       | -                                       |                                         |                                         |
| 8.                                      | 28 décembre 1947                        | Nouvelle-Zélande                        | 7-11                                    | Test-match                              | Demi d'ouverture                        | -                                       | -                                       | -                                       | -                                       |                                         |                                         |
| 9.                                      | 25 janvier 1948                         | Nouvelle-Zélande                        | 25-7                                    | Test-match                              | Demi d'ouverture                        | 6                                       | 2                                       | -                                       | -                                       |                                         |                                         |
| 10.                                     | 23 janvier 1949                         | Australie                               | 0-10                                    | Test-match                              | Centre                                  | -                                       | -                                       | -                                       | -                                       |                                         |                                         |
| 11.                                     | 12 mars 1949                            | Angleterre                              | 12-5                                    | Coupe d'Europe                          | Centre                                  | -                                       | -                                       | -                                       | -                                       |                                         |                                         |

### Détails en club
| Saison    | Saison                  | Championnat           | Championnat | Coupe           | Coupe      | Sélection | Sélection | Sélection | Sélection | Sélection | Sélection | Sélection |
| Saison    | Saison                  | Comp.                 | Class.      | Comp.           | Class.     | Comp.     | M         | Pts       | Ess.      | Buts      | Dp.       |           |
| --------- | ----------------------- | --------------------- | ----------- | --------------- | ---------- | --------- | --------- | --------- | --------- | --------- | --------- | --------- |
| 1944-1945 | Côte basque XIII        | Championnat de France | 1/2 finale  | Coupe de France | 1/4 finale |           |           |           |           |           |           |           |
| 1945-1946 | Côte basque XIII        | Championnat de France | ?           | Coupe de France | 1/4 finale | CE        | 2         | -         | -         | -         | -         |           |
| 1946-1947 | Bordeaux-Bayonne        | Championnat de France | 1/2 finale  | Coupe de France | 1/2 finale | CE        | 3         | -         | -         | -         | -         |           |
| 1947-1948 | Bordeaux-Bayonne        | Championnat de France | 7e          | Coupe de France | 1/4 finale | CE        | 4         | 6         | 2         | -         | -         |           |
| 1948-1949 | Côte basque XIII        | Championnat de France | ?           | Coupe de France | -          | CE        | 2         | -         | -         | -         | -         |           |
| 1948-1949 | Bordeaux XIII           | Championnat de France | 6e          | Coupe de France | 1/2 finale |           |           |           |           |           |           |           |
| 1949-1950 | Toulouse olympique XIII | Championnat de France | forfait     | Coupe de France | forfait    |           |           |           |           |           |           |           |
| 1950-1951 | Toulouse olympique XIII | Championnat de France | 13e         | Coupe de France | 1/4 finale |           |           |           |           |           |           |           |
| 1951-1952 | Bayonne XIII            | Championnat de France | ?           | Coupe de France | ?          |           |           |           |           |           |           |           |